# Система автоматического определения голов

Мяч Adidas Teamgeist II с чипом системы Cairos

Система автоматического определения голов (англ. goal-line technology, GLT) — технология, позволяющая определять взятие ворот в футболе при помощи технических средств, оперативно оповещающая футбольного судью о полном пересечении линии ворот мячом. Находится в состоянии тестирования. 5 июля 2012 года была официально одобрена Международным советом футбольных ассоциаций, отвечающим за определение единых правил игры в футбол в мире.
Одобрение получили следующие системы определения взятия ворот: GoalRef, Hawk-Eye, GoalControl-4D. Первым международным турниром, на котором были опробованы системы, стал клубный чемпионат мира, который прошел в декабре 2012 года в Японии. Затем нововведение было использовано на Кубке конфедераций 2013 года, а с 2020 используется во всех турнирах, даже в товарищеских  матчах между клубами и сборными.

## Предпосылки
На международном уровне первые разговоры о внедрении систем определения голов с помощью высоких технологий появились во время проведения чемпионата мира 2010 года в ЮАР, после грубой ошибки судейской бригады, обслуживавшей матч 1/8 финала между сборными Англии и Германии, когда мяч после удара англичанина Фрэнка Лэмпарда рикошетом от перекладины пересёк линию ворот и выскочил обратно в поле, однако не был засчитан, в итоге матч завершился победой немецких футболистов со счётом 4:1. Позже ошибка была признана президентом ФИФА Зеппом Блаттером, однако тогда Блаттер заявлял, что внедрение технических нововведений приведёт к длительным остановкам и в итоге отрицательно скажется на зрелищности матчей. Против высказывался и глава УЕФА Мишель Платини, заявивший, что: «судейские ошибки являются неотъемлемой частью футбола и без них не обойтись. К тому же новые технологии наверняка убьют „человечность“ футбола, которая и привлекает к нему болельщиков».
Вместе с тем в ответ на критику УЕФА пошло на введение двух дополнительных арбитров, которые находятся возле ворот и отвечают именно за определение взятия ворот. Однако в матче Англия — Украина, проходившего в рамках финальной стадии чемпионата Европы по футболу 2012 года, судья за воротами не засчитал гол после удара украинского форварда Марко Девича, что явилось «последней каплей» в спорах о введении «электронных» судей.

## Тесты
В июле 2011 года ФИФА приняла решение о проведении тестирования ряда систем, перед этим были определены три критерия:
- Система должна быть стопроцентно точной,
- Система должна оповестить арбитра о взятии ворот в течение секунды,
- Система должна работать при любых погодных условиях и при любом освещении (как дневном, так и искусственном)[5].

Тесты проводились с сентября по декабрь 2011 года специалистами из швейцарской федеральной лаборатории материаловедения и технологии (EMPA). 3 марта 2012 года IFAB объявил, что 2 из 9 предложенных систем приступили ко второму этапу испытаний, этими системами были британская Hawk-Eye и датско-германская GoalRef.

## Системы

### Hawk-Eye
Система Hawk-Eye (что можно перевести как «ястребиный глаз») уже применяется в соревнованиях по теннису и крикету, представляет собой шесть установленных в разных точках камер, изображения с которых соединяются в одну картинку, определяющую точное место попадания мяча, после чего судья получает сигнал о взятии ворот.

### GoalRef
Система GoalRef менее известна в мире спортивных технологий, с 2009 года используется для определения взятия ворот в гандболе. В площади ворот создается магнитное поле, а внутрь мяча устанавливается микрочип. Любое изменение магнитного поля за линией ворот даёт автоматический сигнал арбитру матча и означает гол.

### GoalControl-4D
Система GoalControl-4D разработана немецкой фирмой GoalControl. Является первой системой автоматического определения голов, применённой на чемпионатах мира по футболу. Система основана на применении высокоскоростных камер, без использования чипов в мячах и тому подобных устройств. Состоит из 14 камер, всё время направленных на мяч, которые передают информацию на компьютер, а он, после её обработки, посылает сигнал о пересечении мячом линии ворот на часы главного судьи матча. Система установлена на всех стадионах ЧМ-2014 и впервые повлияла на решение судьи в спорном эпизоде со вторым голом в матче Франция—Гондурас.

## Внедрение
Английская премьер-лига первая откликнулась на нововведение и планировала ввести систему Hawk-Eye с сезона 2012/13. Однако успеть оборудовать все стадионы системами не удалось, запуск перенесён на середину сезона или на первенство 2013/14 годов. Параллельно внедрение системы ведётся в североамериканской Высшей лиге футбола (MLS).